# Neuengönna
Neuengönna ist eine Gemeinde im Norden des Saale-Holzland-Kreises und Teil der Verwaltungsgemeinschaft Dornburg-Camburg. Sie gliedert sich in die Ortsteile Neuengönna und Porstendorf.

## Geografie

### Geografische Lage

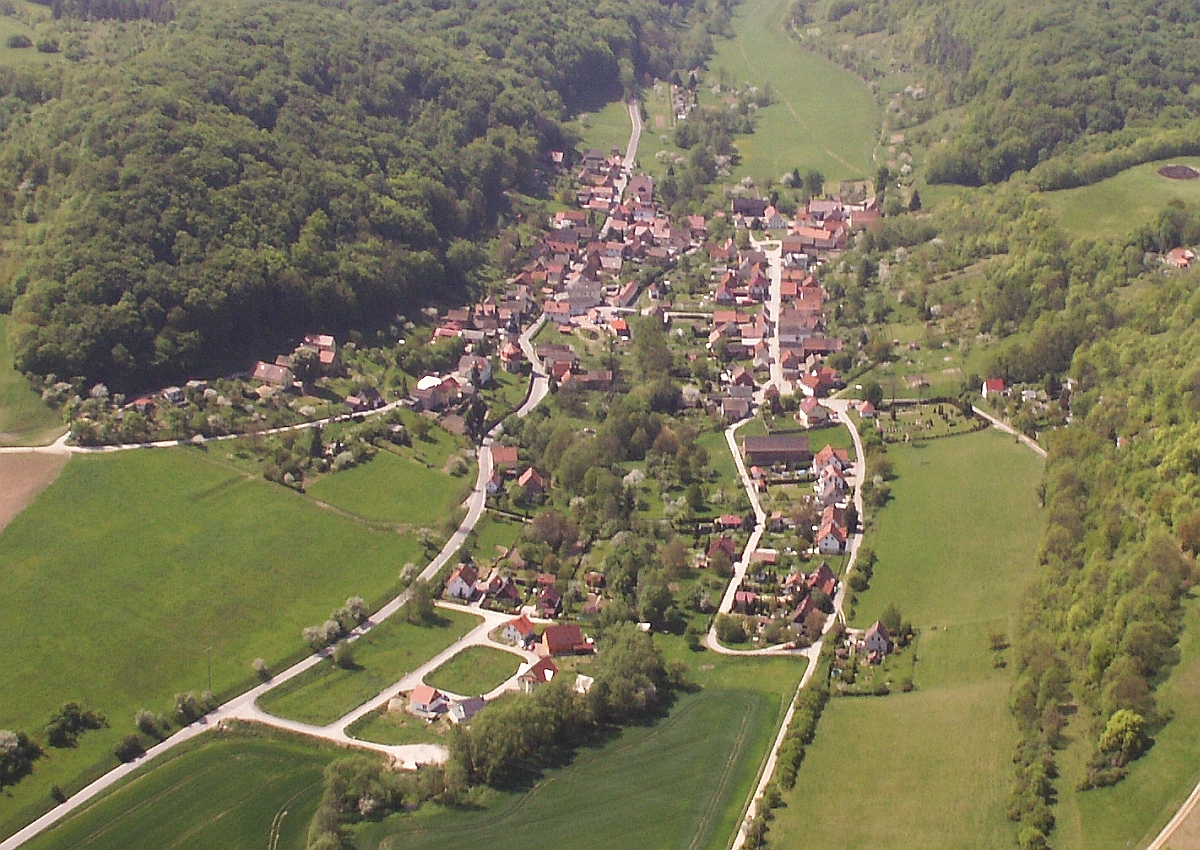
Luftbild von Neuengönna (aus dem Jahr 2006)

Neuengönna liegt am Ausgang des Gönnertals, 1 km westlich der B 88 im Saaletal zwischen Jena und Dornburg. Durch Neuengönna verläuft die Kreisstraße K 209. Die Stadt Jena liegt ca. 14 km entfernt, und die nächste Autobahn ist die A 4 (16 km südlich). In Porstendorf befindet sich ein Bahnhof der Saalbahn zwischen Großheringen und Saalfeld. Bis 1969 bestand die Bahnstrecke Crossen–Porstendorf, die hier abzweigte.
Angrenzende Gemeinden sind (im Uhrzeigersinn) Lehesten im Westen, Hainichen, Zimmern und die Stadt Dornburg im Norden, Dorndorf-Steudnitz im Nordosten, Golmsdorf im Osten sowie die kreisfreie Stadt Jena im Süden.

### Landschaft
Das Gemeindegebiet ist geprägt von der Landschaft des mittleren Saaletals. Bei Neuengönna befindet sich der Ausgang des Nerkewitzer Grunds, und unweit davon mündet der Gönnerbach in die Saale. Richtung Westen führt das schmale, bewaldete Tal weiter nach Nerkewitz. In der Saaleaue befinden sich Felder oder Wiesen, und der Flusslauf wird von Bäumen gesäumt.
Östlich von Porstendorf liegt zwischen zwei Saalearmen die Rabeninsel mit einem großen Badesee. Der Westen der Gemeinde besteht aus den beginnenden Höhen der Ilm-Saale-Platte, die hier mit dem Plattenberg eine Höhe von 345 m ü. NN erreicht. Im Norden mündet der Erdengraben von Zimmern kommend ins Saaletal. Daneben liegt der Burgschädel, ein steiler Bergsporn, auf dem sich einst eine Burgstelle befand.

## Geschichte

### Mittelalter
Die Geschichte Neuengönnas war von Anfang an mit der Entwicklung des benachbarten Porstendorfs (siehe dort) verknüpft. Um 1250 hatten die Mönche des Klosters Pforte die bisherigen Bauerndörfer Porstendorf und Hummelstedt auflösen lassen und die Landbewirtschaftung über ihre Grangie in Porstendorf selbst übernommen. Erst eineinhalb Jahrhunderte später, zu Beginn des 15. Jahrhunderts entschieden sie sich zur Neuanlage einer Bauernsiedlung am Ausgang des Gönnerbachtals. Ob sich dort zuvor eine 1257 erwähnte Kleinsiedlung Parvo Geine (Klein-Gönna) befunden hat, ist umstritten. Durch die Mönche kam es zur Anlegung eines zweizügigen Straßendorfes, dessen Verlauf sich offenbar an den damals wichtigen Verkehrswegen orientierte. Der Neu-Porstendorf und später Neu-Gönna genannte Ort wurde nach neuesten Erkenntnissen bereits 1421/25 urkundlich erwähnt. 1432 erhielt er eine eigene Kirche. Die neu angesiedelten Bauern übernahmen die Bewirtschaftung eines Großteils der Porstendorfer Ländereien. Hierzu zählten auch zahlreiche Weinberge.
Östlich von Neuengönna liegt die vorgeschichtlich bedeutsame Wüstung Hummelstedt.

### Weinbau
Neuengönna war jahrhundertelang ein bedeutender Weinort des Mittleren Saaletals. Der Weinbau am Ausgang des Gönnatals bei Porstendorf wurde durch die Mönche des Klosters Pforta im 12. Jahrhundert begonnen und im Jahr 1182 erstmals urkundlich erwähnt. Im 16. Jahrhundert ist von über 70 Hektar Rebfläche in der Gemarkung Neuengönna-Porstendorf auszugehen. Um 1700 waren davon noch 41 Hektar und im Jahr 1799 38 Hektar übrig. Außerdem wurden viele Weinberge in der Zimmerschen und der Stiebritzer Flur von Neuengönnaer Einwohnern bewirtschaftet. Die Weinherstellung stellte bis ins 17. Jahrhundert den Haupterwerb des Dorfes dar, im 18. Jahrhundert wurde sie noch als „bestes Einkommen“ angesehen. Heutzutage werden in der Flur noch zwei Weinberge betrieben. Die alte Bedeutung des Weinbaus wird durch das Motiv des Winzers im Gemeindesiegel sowie durch mehrere Darstellungen an Gebäudefassaden in Erinnerung behalten.

### Entwicklung der Einwohnerzahl
| Jahr | Einwohner |
| ---- | --------- |
| 1817 | 299       |
| 1890 | 384       |
| 1933 | 482       |

| Jahr | Einwohner |
| ---- | --------- |
| 1994 | 319       |
| 1995 | 325       |
| 1996 | 334       |
| 1997 | 334       |
| 1998 | 331       |
| 1999 | 326       |
| 2000 | 342       |

| Jahr | Einwohner |
| ---- | --------- |
| 2001 | 352       |
| 2002 | 356       |
| 2003 | 363       |
| 2004 | 353       |
| 2005 | 353       |
| 2006 | 349       |
| 2007 | 665       |

| Jahr | Einwohner |
| ---- | --------- |
| 2008 | 668       |
| 2009 | 678       |
| 2010 | 686       |
| 2011 | 647       |
| 2012 | 656       |
| 2013 | 662       |
| 2014 | 686       |

| Jahr | Einwohner |
| ---- | --------- |
| 2015 | 669       |
| 2016 | 670       |
| 2017 | 673       |
| 2018 | 667       |
| 2019 | 678       |
| 2020 | 682       |
| 2021 | 685       |

## Persönlichkeiten
- Bruno II. von Porstendorf, 1209–1228 Bischof von Meißen, stammt aus Porstendorf
- Pauline von Hirschfeld, deutsche Romanschriftstellerin, wurde am 6. Juni 1890 in Porstendorf geboren und wuchs auf dem Gut Porstendorf auf
- Robert Heyne, Vorsitzender des Vereins Jena 1806 und Träger des Verdienstkreuzes am Bande des Verdienstordens der Bundesrepublik Deutschland.[6]

## Sehenswürdigkeiten

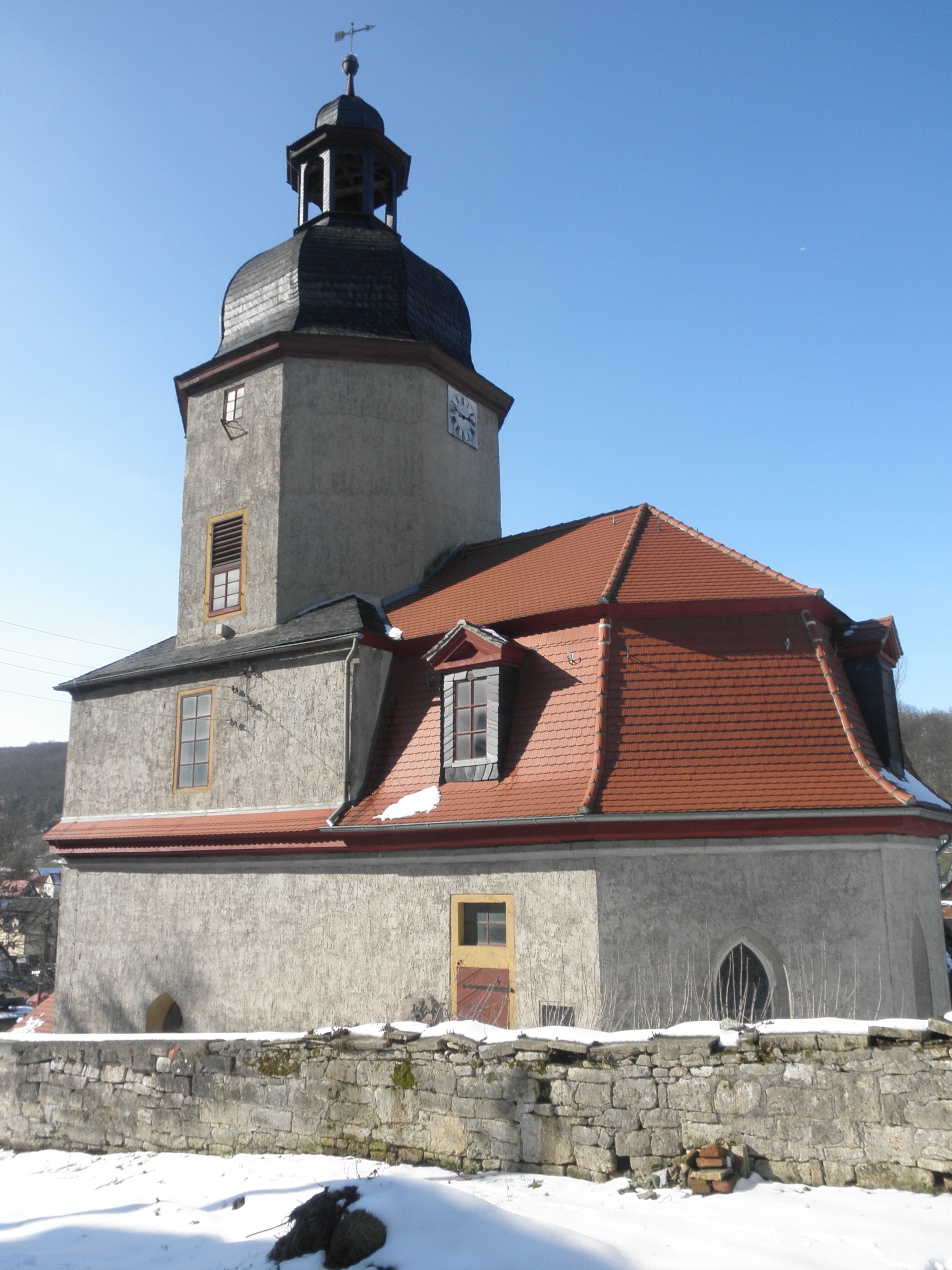
Kirche in Neuengönna (2013)

- Die Kirche ist bekannt für ihren spätgotischen, dreiflügeligen Schnitzaltar. Er stammt aus der Erbauungszeit der Kirche im 15. Jahrhundert.
- Im Ort wurde eine Heimatstube eingerichtet, die über die regionale Geschichte sowie die Schlacht bei Jena und Auerstedt informiert.
- Auf der Rabeninsel befinden sich ein Freibad und ein Campingplatz.

## Wirtschaft und Infrastruktur
Die ehemalige Holzmühle in Porstendorf wird heute als Wasserkraftwerk genutzt. Seit 1910 befindet sich in Porstendorf eine Kartonfabrik, die Graukarton herstellt und Altpapier aufbereitet.

### Verkehr
Der Haltepunkt Porstendorf liegt an der Bahnstrecke Großheringen–Saalfeld.